# Критское государство
Критское государство (греч. Κρητική Πολιτεία, Критская Полития) было создано в 1898 году, после вмешательства Великих держав в события на острове Крит. 
В 1897 году восстание (бунт) на Крите стало причиной Греко-турецкой войны и вмешательства Великобритании, Франции, Италии и России на том основании, что Османская империя уже не могла контролировать ситуацию на острове. В 1908 году остров де-факто стал частью Греческого королевства, формальное присоединение произошло в 1913 году.

## История

### Предпосылки
После Турецко-венецианской войны (1645—1669) островом Крит владела Османская империя. На острове проживали в основном греки, большинство которых исповедовало христианство. Во время и после Греческой войны за независимость христианское население острова несколько раз бунтовало (восставало) против османского владычества, добиваясь присоединения к Греции. Все восстания (бунты) были жестоко подавлены турецкой властью, но под давлением европейских держав османское правительство пошло на уступки. В 1878 году был заключен Халепский пакт, по которому на острове создавалось автономное государство под протекторатом Османской империи. Турки нарушили соглашения в 1889 году.
В результате расторжения пакта, напряженность на острове вылилась в очередное восстание (бунт) в 1895 году, которое значительно расширилось в 1896—1897 годах и распространилось на большую часть острова (см. Критское восстание 1897—1898 годов). Националистические тайные общества и ирредентистское общественное мнение заставили греческое правительство отправить маленький экспедиционный корпус на остров, спровоцировав войну с Османской империей. Хотя большая часть Крита попала под контроль бунтовщиков (повстанцев), неподготовленная греческая армия отступила из Фессалии, которую заняли турки. Война закончилась благодаря вмешательству Великих держав, которые заставили греческий контингент и османскую армию покинуть Крит (эскадры ряда держав находились у берегов Крита ещё с осени 1896 года в связи с обострением Критского вопроса). По Константинопольскому договору Османское правительство пообещало соблюдение условий Халепского пакта.

### Учреждение Критского государства
В феврале 1897 года конференция послов великих держав в Константинополе разработала план умиротворения Крита путём высадки международного десанта и морской блокады. 2 марта 1897 года Великобритания, Франция, Россия, Австро-Венгрия и Италия предъявили Греции и Османской империи совместную ноту, в которой уведомили, что не допустят присоединения Крита к Греции, и потребовали отозвания с острова греческого отряда и военных кораблей, но при этом предложили османскому султану предоставить Криту автономию. Султан согласился, и 6 марта Совет адмиралов великих держав провозгласил на острове автономный режим, приняв на себя управление Критом. Эскадры великих держав приступили к блокаде Канейского залива, перекрыв доставку оружия и припасов из Греции. Затем на Крит высадился смешанный морской десант численностью в 500 человек, по 100 моряков от каждой страны, который занял Канею, Ретимно и Ираклион. Совет адмиралов объявил, что любые действия греков или турок против этих городов будут встречено оружием десантов и кораблей. Крит поделили на зоны ответственности, отряды десанта заняли крупнейшие населенные пункты.
Великие державы сформировали на острове временное правительство, состоявшее из четырёх адмиралов (от Франции — контр-адмирал Э. Потье, от России — контр-адмирал П. П. Андреев, от Австро-Венгрии — контр-адмирал фон Гинке, от Великобритании — контр-адмирал сэр Р. Гаррис, а также германский капитан 1-го ранга Кельнер) и остававшееся у власти до прибытия греческого принца Георга, выбранного (назначенного) в качестве первого Верховного комиссара (греч. Ὕπατος Ἁρμοστής). Турецкие войска покинули остров в 1898 году, но на Крите остался международный гарнизон.

## Численность международных сил на Крите
Изначально, в 1897 году, на Крите было размещено 2875 иностранных миротворцев: 200 англичан, 710 французов, 300 русских, 1015 итальянцев, 600 австрийцев, 10 немцев, 40 черногорцев. Международные силы к началу 1907 года насчитывали: англичан — 817, французов — 750, русских — 960, итальянцев — 327 человек. В январе 1908 года насчитывалось более 1750 миротворцев: 500 англичан, 500 французов, 500 русских, 250 итальянцев.

## Гуманитарная помощь Криту
В марте 1898 года Россия пожертвовала Криту на ликвидацию последствий голода 30 000 рублей на закупку муки в Одессе, из которой был выпечен хлеб и роздан вместе с супом нуждающимся критянам.

## Внутренние конфликты

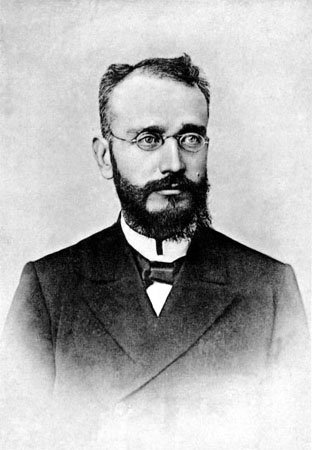
Элефтериос Венизелос

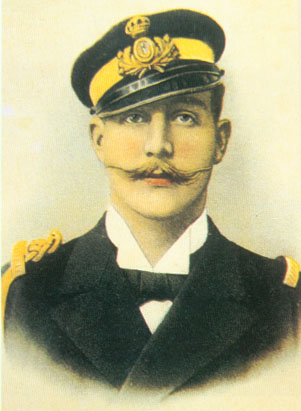
Принц Георг

13 декабря 1898 года Георг Греческий на следующие три года вступил в должность Верховного комиссара. 27 апреля 1899 года было сформировано правительство, в котором Элефтериос Венизелос занял пост министра юстиции. К 1900 году между Венизелосом и принцем возникли трения в вопросах внутренней политики.
Венизелос ушёл в отставку в начале 1901 года, и в течение следующих трёх лет он и его сторонники вели ожесточённую политическую борьбу с фракцией принца, что привело к политическому и административному кризису на острове.
В марте 1905 года Венизелос и его сторонники собрались в деревне Терисос, в горах близ Ханьи, сформировали Революционное собрание, потребовали политических реформ и объявили «политический союз Крита с Грецией в качестве одного свободного правового государства». Манифесты были доставлены в консульства Великих держав. Так началось восстание против принца Георга. Критская жандармерия осталась верна принцу, но многочисленные депутаты присоединились к восстанию, и, несмотря на заявление Великих держав, международные вооружённые силы сначала не предпринимали никаких действий против повстанцев.
Активизация действий восставших, их отказ сдать оружие, по мнению начальника российского отряда на Крите К. Урбановича, были связаны с их «твёрдым убеждением, что все действия международных войск против них будут иметь лишь демонстративный характер».
В мае 1905 года на помощь Урбановичу прибыло ещё 183 солдата из 52-го пехотного Виленского полка, также было приказано задержать на Крите солдат, срок службы которых заканчивался. В июне 1905 года на остров прибыл 3-й батальон 136-го пехотного Таганрогского полка в составе 326 нижних чинов при 10 офицерах. Британцы также получили 550 человек подкреплений и начали занимать отдельные деревни в своём секторе. Французы и итальянцы сначала ограничились присылкой военных кораблей с десантами, но затем также немного увеличили и свои сухопутные отряды.
В июне 1905 года по повстанцам был открыт огонь с российской канонерской лодки «Храбрый», поддержавшей российские войска, направленные в деревню Платания. Среди повстанцев были убитые. После этого участились случаи нападения повстанцев на российский отряд. Действия российских войск против повстанцев вызвали возмущение не только на Крите, но и в России. Большинство французских офицеров, как сообщал российский генеральный консул А. Н. Броневский, «относились с явной симпатией к восстанию и выражали недоверие верховному комиссару». Итальянские войска также не скрывали своих симпатий к восставшим и не преследовали их, в связи с чем в итальянский сектор вошли российские и британские войска. Николай II на телеграмме консула Броневского написал про итальянцев: «Вот народ, сами ничего не делают, а другим мешают!»
15 августа парламент Крита проголосовал за предложения Венизелоса, и Великие державы стали посредниками в переговорах, согласно результатам которых принц Георг должен будет уйти в отставку, и будет принята новая конституция.
В октябре 1905 года представители восставших явились к российскому генеральному консулу Броневскому и заявили, что они готовы прекратить восстание при условии оставления у них всего оружия и амнистии дезертирам-жандармам. В итоге было решено не требовать выдачи жандармов и дать повстанцам возможность покинуть остров, но потребовали сдать до 1 тыс. винтовок. Повстанцы покинули остров и отбыли в Грецию. 3 ноября 1905 года Броневский телеграфировал: «Счастлив донести Вашему сиятельству, что с восстанием покончено. В воскресенье было сдано инсургентами от 700 до 750 ружей, после чего предводители с некоторым числом приверженцев временно покинули остров».
В 1906 году были проведены выборы: партии, поддерживающие принца, набрали 38 127 голосов, а партии, поддерживающие Венизелоса, — 33 279 голосов, однако в сентябре 1906 года принц Георг был заменён бывшим премьер-министром Греции Александросом Заимисом и покинул остров. На смену итальянским офицерам в жандармерии пришли греческие, начался вывод с Крита иностранных войск, в результате чего остров де-факто оказался под греческим контролем. Вывод международных войск осуществлялся поэтапно с января 1908 года по июль 1909 года.

## Объединение с Грецией
В 1908 году, воспользовавшись внутренними беспорядками в Турции, а также приближением окончания срока руководства Заимиса на острове, критские депутаты в одностороннем порядке объявили о создании союза с Грецией, но этот акт не был признан Грецией до октября 1912 года и на международном уровне до 1913 года, вплоть до Балканских войн.
По Лондонскому договору от 30 мая 1913 султан Мехмед V отказался от официальных прав на остров. В декабре греческий флаг был поднят над крепостью в Ханье, и Крит официально стал частью греческого королевства. Мусульманское меньшинство Крита первоначально осталось на острове, но позже переселилось в Турцию, в соответствии с общим обменом населением в 1923 году по Лозаннскому договору между Турцией и Грецией.